# دردارة
دردارة هي إحدى القرى المحتلة والمدمرة التابعة لمحافظة القنيطرة في هضبة الجولان بجنوب غرب سوريا.
تتبع ناحية قرى مركز ومنطقة القنيطرة، محافظة القنيطرة (71ن-250م).
تقع على الحافة الغربية لهضبة الجولان، في منطقة حراجية تشرف على وادي الأردن غرباً، عند النهاية الجنوبية لسهل الحولة على الحدود السورية-الفلسطينية، على بعد 22 كم إلى الجنوب الغربي لمدينة القنيطرة. انضم إلى سكانها بعض اللاجئين الفلسطينيين بعد نكبة عام 1948. يعمل سكانها بالزراعة البعلية وينتجون الحبوب والبقول، ويزرعون ريّاً الخضار وأشجار الحمضيات والموز، إلى جانب تربية المواشي. تشرب من مياه الينابيع في القسم الغربي منها.
أما الدردارة العربية (دبابات) :
قرية في الجولان تتبع ناحية البطيحة منطقة فيق، محافظة القنيطرة (631ن عام 1967- 190م).
تقع في سهل لحقي حددته الأودية على الجانب الأيمن لوادي حواء. على بعد 2 كم إلى الشمال الشرقي لبحيرة طبرية، وهي تبعد 1 كم عن بلدة المحجار باتجاه الشمال الشرقي. تنتشر فيها زراعة الحمضيات والموز والزيتون والحبوب والخضارالمبكرة. وتربية الأبقار والأغنام.